# Бароха, Алайн
Алайн Бароха Мендес (исп. Alain Baroja Mendez; родился 23 октября 1989 года в Каракас, Венесуэла) — венесуэльский футболист, вратарь клуба «Олвейс Реди» и сборной Венесуэлы.

## Клубная карьера
Бароха — воспитанник клуба «Каракас» из своего родного города. Первые сезоны он был запасным и не выходил на поле. В 2010 году Бароха стал чемпионом страны. Для в 2011 году получения игровой практики Алайн перешёл «Льянерос». 28 августа в матче против «Яракуянос» он дебютировал венесуэльской Примере. Отыграв сезон Бароха вернулся в «Каракас». 12 августа 2012 года в матче против «Саморы» он дебютировал за столичный клуб. В 2014 года Алайн стал обладателем Кубка Венесуэлы.
Летом 2015 года Бароха на правах аренды перешёл в греческий АЕК. 28 августа в матче против «Платаньяса» он дебютировал в греческой Суперлиге. По итогам сезона Алайн помог команде завоевать Кубок Греции.
Летом 2016 года Бароха вернулся в Каракас, но почти сразу же был отдан в аренду в уругвайский «Суд Америка». 3 сентября в матче против «Вилья Эспаньола» он дебютировал в уругвайской Примере. Летом 2017 года Алайн на правах аренды присоединился к «Монагас». 22 октября в матче против «Метрополитанос» он дебютировал за новый клуб. По итогам сезона Бароха стал чемпионом Венесуэлы.

## Международная карьера
5 февраля 2015 года в товарищеском матче против сборной Гондураса Бароха дебютировал за сборную Венесуэлы. Летом того же года Алайн попал в заявку на участие в Кубке Америки в Чили. На турнире он сыграл в матчах против сборных Колумбии, Перу и Бразилии.

## Достижения
Командные
 «Каракас»
- Чемпионат Венесуэлы по футболу — 2009/2010
- Обладатель Кубка Венесуэлы — 2013/2014

 АЕК
- Обладатель Кубка Греции — 2015/2016

 «Монагас»
- Чемпионат Венесуэлы по футболу — 2017